# Исаково (Грязовецкий район)
Исаково — деревня в Грязовецком районе Вологодской области.
Входит в состав Юровского муниципального образования, с точки зрения административно-территориального деления — в Минькинский сельсовет.
Расстояние до районного центра Грязовца по автодороге — 46 км, до центра муниципального образования Юрово по прямой — 17 км. Ближайшие населённые пункты — Андрейково, Заречье, Ременниково.
По переписи 2002 года население — 9 человек.